# Sachsen-Anhalt heute
MDR Sachsen-Anhalt heute ist eines der drei regionalen Nachrichtenmagazine des MDR Fernsehen.

## Produktion und Sendung
Seit Januar 1992 wird das Magazin am Abend zwischen 19 Uhr und 19:30 Uhr ausgestrahlt. Die Sendung wird täglich live im Landesfunkhaus Sachsen-Anhalt in Magdeburg produziert. Genau wie der Sachsenspiegel und das Thüringen Journal wurde die Sendung in den ersten Jahren nur von Montag bis Freitag gesendet.
In der Sendung werden dem Zuschauer täglich regionale Informationen aus den Bereichen Politik, Wirtschaft, Kultur, Sport usw. vermittelt und nahegebracht.
Die Regionalsendung präsentiert am Ende den Wetterbericht, der in der zentralen MDR-Wetterredaktion in Leipzig aufgezeichnet wird, da das Funkhaus in Magdeburg keine eigene Wetterredaktion besitzt.
Zu empfangen ist Sachsen-Anhalt heute über folgende Systeme: analog Kabel, DVB-C, DVB-T/T2, DVB-S

## Moderatoren

### Aktuell
- Susi Brandt – Hauptmoderatorin seit 2004
- Stefan Bernschein – Hauptmoderator
- Janett Eger – Hauptmoderatorin seit 2020
- Andreas Neugeboren – Hauptmoderator seit 2023
- Marco Pahl – Sportmoderator
- Thomas Kunze – Sportmoderator
- Susanne Langhans – Meteorologin
- Maira Rothe – Meteorologin
- Stephanie Meißner – Meteorologin

### Ehemalig
- Rommy Arndt
- Sandra Berndt
- Stefanie Blochwitz
- Sascha Fröhlich
- Andreas Mann
- Anja Petzold
- Matthias Schliesing
- Madeleine Wehle
- Frank Thomas
- Andrea Wegner
- Conny Loof

## Geschichte
1964 wurde auf Betreiben des Bezirkspolitikers Horst Sindermann ein Fernsehstudio in Halle mit Zuliefererfunktion für das Zentralprogramm des Deutschen Fernsehfunks der DDR eröffnet. Erstes Landesmagazin war nach der Wende die Sendung „Länder Life“, die von März bis August 1990 sonntags im wöchentlichen Wechsel und von Mai bis August 1990 zusätzlich im werktäglichen Wechsel für die sich bildenden neuen Länder auf DFF 2 ausgestrahlt wurde. Den Auftakt am 25. März (Sonntag nach der Volkskammerwahl 1990) bzw. am 7. Mai (Tag nach der Kommunalwahl 1990) machte jeweils Sachsen-Anhalt (allein das Ostseestudio Rostock war mit einem Vorläufer des Nordmagazins außer der Reihe vorzeitig gestartet). Zur Währungs-, Wirtschafts- und Sozialunion am 1. Juli 1990 entstand der Landessender Sachsen-Anhalt. Die wöchentliche Sendung hieß wegen des Sendetags auch „Montagsbilder“. Am 13. August 1990 (Jahrestag des Mauerbaus) folgte die werktägliche Sendung „Tagesbilder“ auf DFF 1, die nach der Wiedervereinigung vom Landessender Sachsen-Anhalt in Trägerschaft der „Einrichtung“ nach Artikel 36 des Einigungsvertrags bis Ende 1991 fortgeführt wurde, ab 15. Dezember 1990 im Ersten Deutschen Fernsehen (ARD). Am 2. Januar 1992 startete „Sachsen-Anhalt heute“ im MDR Fernsehen. 1999 wechselte die Produktion in das neue Landesfunkhaus in Magdeburg (in Halle wurde die Hörfunkzentrale des MDR errichtet).